# Liste der Kulturdenkmäler in Heringen (Werra)
Die folgende Liste enthält die in der Denkmaltopographie ausgewiesenen Kulturdenkmäler auf dem Gebiet  der Gemeinde Heringen, Landkreis Hersfeld-Rotenburg, Hessen.
Hinweis: Die Reihenfolge der Denkmäler in dieser Liste orientiert sich zunächst an Ortsteilen und anschließend der Anschrift, alternativ ist sie auch nach der Bezeichnung oder der Bauzeit sortierbar.
Kulturdenkmäler werden fortlaufend im Denkmalverzeichnis des Landes Hessen durch das Landesamt für Denkmalpflege Hessen auf Basis des Hessischen Denkmalschutzgesetzes (HDSchG) geführt. Die Schutzwürdigkeit eines Kulturdenkmals hängt nicht von der Eintragung in das Denkmalverzeichnis des Landes Hessen oder der Veröffentlichung in der Denkmaltopographie ab.

Das Vorhandensein oder Fehlen eines Objekts in dieser Liste ist keine rechtsverbindliche Auskunft darüber, ob es Kulturdenkmal ist oder nicht: Diese Liste entspricht möglicherweise nicht dem aktuellen Stand der offiziellen Denkmaltopographie. Diese ist für Hessen in den entsprechenden Bänden der Denkmaltopographie Bundesrepublik Deutschland und im Internet unter DenkXweb – Kulturdenkmäler in Hessen einsehbar. Auch diese Quellen sind, obwohl sie durch das Landesamt für Denkmalpflege Hessen aktualisiert werden, nicht immer aktuell, da es im Denkmalbestand immer wieder Änderungen gibt.
Eine verbindliche Auskunft erteilt allein das Landesamt für Denkmalpflege Hessen.
Nutze diese Kartenansicht, um Koordinaten in der Liste zu setzen. In dieser Kartenansicht sind Kulturdenkmale ohne Koordinaten mit einem roten bzw. orangen Marker dargestellt und können in der Karte gesetzt werden. Kulturdenkmale ohne Bild sind mit einem blauen bzw. roten Marker gekennzeichnet, Kulturdenkmale mit Bild mit einem grünen bzw. orangen Marker.

## Bengendorf
| Bild            | Bezeichnung          | Lage                                                  | Beschreibung | Bauzeit                   | Daten |
| --------------- | -------------------- | ----------------------------------------------------- | ------------ | ------------------------- | ----- |
| Bild gesucht BW | Rähmbau Waldstraße 3 | Bengendorf, Waldstraße 3 LageFlur: 2, Flurstück: 47/2 |              | 2. Hälfte 19. Jahrhundert |       |
| Bild gesucht BW | Scheune Waldstraße 5 | Bengendorf, Waldstraße 5 LageFlur: 2, Flurstück: 16/2 |              | Mitte 18. Jahrhundert     |       |

## Herfa
| Bild            | Bezeichnung                               | Lage                                                           | Beschreibung                                              | Bauzeit                   | Daten |
| --------------- | ----------------------------------------- | -------------------------------------------------------------- | --------------------------------------------------------- | ------------------------- | ----- |
| Bild gesucht BW | Evangelische Kirche                       | Herfa, Am Biegenrain 1 LageFlur: 5, Flurstück: 184/103         |                                                           | 1911/12                   |       |
| Bild gesucht BW | Haupthaus und Scheune Eisenacher Straße 2 | Herfa, Eisenacher Straße 2 LageFlur: 5, Flurstück: 110/2       |                                                           | um 1800                   |       |
| Bild gesucht BW | Wohnhaus Eisenacher Straße 3              | Herfa, Eisenacher Straße 3 LageFlur: 5, Flurstück: 87/1        |                                                           | 1804                      |       |
| Bild gesucht BW | Streckhof Eisenacher Straße 7             | Herfa, Eisenacher Straße 7 LageFlur: 5, Flurstück: 89/4        |                                                           | Mittleres 19. Jahrhundert |       |
| Bild gesucht BW | Hof Eisenacher Straße 9                   | Herfa, Eisenacher Straße 9 LageFlur: 5, Flurstück: 95/2        |                                                           | 1802                      |       |
| Bild gesucht BW | Rähmbau Friedewälder Straße 4             | Herfa, Friedewälder Straße 4 LageFlur: 5, Flurstück: 117/4     |                                                           | um 1800                   |       |
| Bild gesucht BW | Fachwerkhaus Lautenhäuser Straße 1        | Herfa, Lautenhäuser Straße 1 LageFlur: 5, Flurstück: 15/2      |                                                           | um 1900                   |       |
| Bild gesucht BW | Ruine Walterskirche                       | Herfa, Außerhalb der Ortslage LageFlur: 10, Flurstück: 3 und 4 | Kirchenruine des 1579 wüst gefallenen Dorfes Waldradeberg |                           |       |
| Bild gesucht BW | Villa Landstraße 48                       | Herfa, Landstraße 48 LageFlur: 9, Flurstück: 5/22              |                                                           | um 1900                   |       |

## Heringen (Werra)
| Bild            | Bezeichnung                                               | Lage                                                                                          | Beschreibung                         | Bauzeit                       | Daten |
| --------------- | --------------------------------------------------------- | --------------------------------------------------------------------------------------------- | ------------------------------------ | ----------------------------- | ----- |
| Bild gesucht BW | Gesamtanlage Fuldische Aue                                | Heringen Lage                                                                                 |                                      |                               |       |
| Bild gesucht BW | Traufenhaus Fuldische Aue 2                               | Heringen, Fuldische Aue 2 LageFlur: 13, Flurstück: 54/2                                       |                                      | um 1900                       |       |
| Bild gesucht BW | Haupthaus einer Hofanlage Fuldische Aue 4                 | Heringen, Fuldische Aue 4 LageFlur: 13, Flurstück: 49/1                                       |                                      | Mitte 19. Jahrhundert         |       |
| Bild gesucht BW | Ehemaliges Ernhaus Fuldische Aue 7                        | Heringen, Fuldische Aue 7 LageFlur: 13, Flurstück: 40/2                                       |                                      | Spätes 18. Jahrhundert        |       |
| Bild gesucht BW | Hofreite Fuldische Aue 9                                  | Heringen, Fuldische Aue 9 LageFlur: 13, Flurstück: 39/1                                       |                                      | um 1800                       |       |
| Bild gesucht BW | Ehemaliges Ernhaus Fuldische Aue 12                       | Heringen, Fuldische Aue 12 LageFlur: 13, Flurstück: 33/2                                      |                                      | Spätes 18. Jahrhundert        |       |
| Bild gesucht BW | Ehemaliges Ernhaus Fuldische Aue 13                       | Heringen, Fuldische Aue 13 LageFlur: 13, Flurstück: 25/1                                      |                                      | um 1710                       |       |
| Bild gesucht BW | Rähmbau Fuldische Aue 15                                  | Heringen, Fuldische Aue 15 LageFlur: 13, Flurstück: 23/2                                      |                                      | Spätes 18. Jahrhundert        |       |
| Bild gesucht BW | Fachwerkhaus Fuldische Aue 18                             | Heringen, Fuldische Aue 18 LageFlur: 13, Flurstück: 29/2                                      |                                      | um 1800                       |       |
| Bild gesucht BW | Hofreite Fuldische Aue 24                                 | Heringen, Fuldische Aue 24 LageFlur: 2, Flurstück: 219/7                                      |                                      | 19. Jahrhundert               |       |
| Bild gesucht BW | Gesamtanlage Bahnhofstraße 2–10                           | Heringen Lage                                                                                 |                                      |                               |       |
| Bild gesucht BW | Gesamtanlage Lengerser Straße 31–49                       | Heringen Lage                                                                                 |                                      |                               |       |
| Bild gesucht BW | Schachthalle zur Schachtanlage Heringen                   | Heringen, Lengerser Straße LageFlur: 9, Flurstück: 14/4                                       |                                      |                               |       |
| Bild gesucht BW | Ehemaliges Transformatorenhaus zur Schachtanlage Heringen | Heringen, Lengerser Straße LageFlur: 9, Flurstück: 14/4                                       |                                      |                               |       |
| Bild gesucht BW | Tagelöhnerhaus Friedrich-Ebert-Straße 10                  | Heringen, Friedrich-Ebert-Straße 10 LageFlur: 12, Flurstück: 290                              |                                      | um 1800                       |       |
| Bild gesucht BW | Ernhaus Friedrich-Ebert-Straße 17                         | Heringen, Friedrich-Ebert-Straße 17 LageFlur: 2, Flurstück: 234/16                            |                                      | Erste Hälfte 18. Jahrhundert  |       |
| Bild gesucht BW | Traufenhaus Hauptstraße 7                                 | Heringen, Hauptstraße 7 LageFlur: 11, Flurstück: 36/1                                         |                                      |                               |       |
| Bild gesucht BW | Hofreite Hauptstraße 11                                   | Heringen, Hauptstraße 11 LageFlur: 11, Flurstück: 34                                          |                                      | 19. Jahrhundert               |       |
| Bild gesucht BW | Rähmbau Hauptstraße 16                                    | Heringen, Hauptstraße 16 LageFlur: 12, Flurstück: 255/68                                      |                                      |                               |       |
| Bild gesucht BW | Rähmbau Hauptstraße 18                                    | Heringen, Hauptstraße 18 LageFlur: 12, Flurstück: 65/4                                        |                                      | um 1800                       |       |
| Bild gesucht BW | Rähmbau Hauptstraße 21                                    | Heringen, Hauptstraße 21 LageFlur: 12, Flurstück: 81/1                                        |                                      | nach 1700                     |       |
| Bild gesucht BW | Wohnhaus Hintergasse 31                                   | Heringen, Hintergasse 31 LageFlur: 11, Flurstück: 14/1                                        |                                      | Frühes 18. Jahrhundert        |       |
| Bild gesucht BW | Wohnhaus Joachimsgasse 5                                  | Heringen, Joachimsgasse 5 LageFlur: 12, Flurstück: 99/1                                       |                                      | Erste Hälfte 18. Jahrhundert  |       |
| Bild gesucht BW | Jugendstil-Villa                                          | Heringen, Mühlenstraße 8 LageFlur: 10, Flurstück: 94/19                                       |                                      |                               |       |
| Bild gesucht BW | Evangelische Pfarrkirche                                  | Heringen, Pfarrstraße 18 LageFlur: 12, Flurstück: 30/2                                        |                                      | um 1500                       |       |
| Bild gesucht BW | Wohnhaus einer Hofanlage Vachaer Straße 1                 | Heringen, Vachaer Straße 1 LageFlur: 11, Flurstück: 185/57                                    |                                      |                               |       |
| Bild gesucht BW | Hofanlage Vachaer Straße 2                                | Heringen, Vachaer Straße 2 LageFlur: 11, Flurstück: 63/2                                      |                                      | 1892                          |       |
| Bild gesucht BW | Ehemaliges Ernhaus Vachaer Straße 4                       | Heringen, Vachaer Straße 4 LageFlur: 11, Flurstück: 65/6                                      |                                      | Zweite Hälfte 18. Jahrhundert |       |
| Bild gesucht BW | Wohnhaus eines Dreiseithofes Wehrbrunnen 8                | Heringen, Wehrbrunnen 8 LageFlur: 12, Flurstück: 104/2                                        |                                      | Frühes 18. Jahrhundert        |       |
| Bild gesucht BW | Gesamtanlage Widdershäuser Straße 9–31                    | Heringen, Widdershäuser Straße 9–31 LageFlur: 50.89475078108613, Flurstück: 9.995134040495872 | Betriebsführerhaus und Steigerhäuser |                               |       |
| Bild gesucht BW | Direktorenvillen                                          | Heringen, Widdershäuser Straße 1 und 3 LageFlur: 10, Flurstück: 448/199 und 183/1             |                                      |                               |       |
| Bild gesucht BW | Eckhaus Wölfershäuser Straße 2                            | Heringen, Wölfershäuser Straße 2 LageFlur: 10, Flurstück: 204/9                               |                                      |                               |       |

## Kleinensee
| Bild            | Bezeichnung                           | Lage                                                         | Beschreibung | Bauzeit                       | Daten |
| --------------- | ------------------------------------- | ------------------------------------------------------------ | ------------ | ----------------------------- | ----- |
| Bild gesucht BW | Rähmbau Feststraße 2                  | Kleinensee, Feststraße 2 LageFlur: 2, Flurstück: 24/1        |              | Ende 18. Jahrhundert          |       |
| Bild gesucht BW | Rähmbau Thüringer Straße 1            | Kleinensee, Thüringer Straße 1 LageFlur: 2, Flurstück: 35/1  |              |                               |       |
| Bild gesucht BW | Evangelische Kirche                   | Kleinensee, Thüringer Straße 4 LageFlur: 3, Flurstück: 25/2  |              | 1839                          |       |
| Bild gesucht BW | Wohnhaus Thüringer Straße 5           | Kleinensee, Thüringer Straße 5 LageFlur: 2, Flurstück: 38/1  |              | um 1800                       |       |
| Bild gesucht BW | Rähmbau Thüringer Straße 6            | Kleinensee, Thüringer Straße 6 LageFlur: 3, Flurstück: 27/2  |              | Frühes 19. Jahrhundert        |       |
| Bild gesucht BW | Ehemaliges Ernhaus Thüringer Straße 7 | Kleinensee, Thüringer Straße 7 LageFlur: 2, Flurstück: 41/1  |              | Zweite Hälfte 18. Jahrhundert |       |
| Bild gesucht BW | Fachwerkhaus Thüringer Straße 11      | Kleinensee, Thüringer Straße 11 LageFlur: 2, Flurstück: 63/3 |              | Zweite Hälfte 18. Jahrhundert |       |

## Leimbach
| Bild            | Bezeichnung                 | Lage                                                 | Beschreibung | Bauzeit         | Daten |
| --------------- | --------------------------- | ---------------------------------------------------- | ------------ | --------------- | ----- |
| Bild gesucht BW | Hofanlage Dorfstraße 3      | Leimbach, Dorfstraße 3 LageFlur: 2, Flurstück: 27/1  |              | 1796            |       |
| Bild gesucht BW | Dreiseithof Dorfstraße 3a   | Leimbach, Dorfstraße 3a LageFlur: 2, Flurstück: 28/1 |              | 19. Jahrhundert |       |
| Bild gesucht BW | Wirtschaftshof Dorfstraße 5 | Leimbach, Dorfstraße 5 LageFlur: 2, Flurstück: 6/1   |              | 18. Jahrhundert |       |

## Lengers
| Bild            | Bezeichnung                              | Lage                                                      | Beschreibung | Bauzeit               | Daten |
| --------------- | ---------------------------------------- | --------------------------------------------------------- | ------------ | --------------------- | ----- |
| Bild gesucht BW | Evangelische Kirche                      | Lengers, Kirchstraße 8 LageFlur: 8, Flurstück: 83/2       |              | 1766                  |       |
| Bild gesucht BW | Wohnhaus Kirchstraße 14                  | Lengers, Kirchstraße 14 LageFlur: 8, Flurstück: 27/1      |              | nach 1820             |       |
| Bild gesucht BW | Wohnhaus Landecker Straße 12             | Lengers, Landecker Straße 12 LageFlur: 7, Flurstück: 45   |              | 1791                  |       |
| Bild gesucht BW | Wohnhaus und Scheune Landecker Straße 14 | Lengers, Landecker Straße 14 LageFlur: 7, Flurstück: 46/2 |              | 18. Jahrhundert       |       |
| Bild gesucht BW | Fachwerkhaus Landecker Straße 15         | Lengers, Landecker Straße 15 LageFlur: 7, Flurstück: 32   |              | 19. Jahrhundert       |       |
| Bild gesucht BW | Hofanlage Landecker Straße 31            | Lengers, Landecker Straße 31 LageFlur: 7, Flurstück: 13/3 |              | 1710                  |       |
| Bild gesucht BW | Fachwerkhaus Landecker Straße 35         | Lengers, Landecker Straße 35 LageFlur: 7, Flurstück: 11/5 |              | Ende 19. Jahrhundert  |       |
| Bild gesucht BW | Hakenhof Steingasse 1                    | Lengers, Steingasse 1 LageFlur: 7, Flurstück: 62/1        |              | Mitte 18. Jahrhundert |       |
| Bild gesucht BW | Wohnhaus Wehrstraße 5                    | Lengers, Wehrstraße 5 LageFlur: 8, Flurstück: 74/1        |              | um 1800               |       |
| Bild gesucht BW | Ehemaliges Ernhaus Wehrstraße 7          | Lengers, Wehrstraße 7 LageFlur: 8, Flurstück: 82/1        |              | um 1800               |       |
| Bild gesucht BW | Laufwasser-Kraftwerk                     | Lengers, Wehrstraße 10 LageFlur: 7, Flurstück: 58/1       |              | 1903                  |       |
| Bild gesucht BW | Traufenhaus Wehrstraße 22                | Lengers, Wehrstraße 22 LageFlur: 8, Flurstück: 16/2       |              | um 1800               |       |

## Widdershausen
| Bild            | Bezeichnung                               | Lage                                                           | Beschreibung | Bauzeit                         | Daten |
| --------------- | ----------------------------------------- | -------------------------------------------------------------- | ------------ | ------------------------------- | ----- |
| Bild gesucht BW | Wohn- und Geschäftshaus Felsenstraße 6    | Widdershausen, Felsenstraße 6 LageFlur: 6 II, Flurstück: 98/1  |              | 1904                            |       |
| Bild gesucht BW | Rähmbau Felsenstraße 8                    | Widdershausen, Felsenstraße 8 LageFlur: 6 II, Flurstück: 97    |              | Spätes 18. Jahrhundert          |       |
| Bild gesucht BW | Fachwerkhaus Felsenstraße 12              | Widdershausen, Felsenstraße 12 LageFlur: 5, Flurstück: 90      |              | Ende 18. Jahrhundert            |       |
| Bild gesucht BW | Fachwerkhaus Felsenstraße 14              | Widdershausen, Felsenstraße 14 LageFlur: 5, Flurstück: 91      |              | Letztes Viertel 18. Jahrhundert |       |
| Bild gesucht BW | Hofanlage Felsenstraße 18                 | Widdershausen, Felsenstraße 18 LageFlur: 5, Flurstück: 105/1   |              | um 1800                         |       |
| Bild gesucht BW | Abschluss einer Hopfreite Felsenstraße 22 | Widdershausen, Felsenstraße 22 LageFlur: 5, Flurstück: 107/1   |              | Spätes 18. Jahrhundert          |       |
| Bild gesucht BW | Wohnhaus Felsenstraße 29                  | Widdershausen, Felsenstraße 29 LageFlur: 6 II, Flurstück: 46/2 |              |                                 |       |
| Bild gesucht BW | Rähmbau Felsenstraße 33                   | Widdershausen, Felsenstraße 33 LageFlur: & II, Flurstück: 44/1 |              | 1867                            |       |
| Bild gesucht BW | Haupthaus Felsenstraße 35                 | Widdershausen, Felsenstraße 35 LageFlur: 7, Flurstück: 1/1     |              | 1818                            |       |
| Bild gesucht BW | Evangelische Kirche                       | Widdershausen, Kirchplatz 1 LageFlur: 5, Flurstück: 94         |              | 1700                            |       |
| Bild gesucht BW | Dreiseithof Kirchplatz 5+6                | Widdershausen, Kirchplatz 5+6 LageFlur: 5, Flurstück: 100/1    |              | Spätes 19. Jahrhundert          |       |
| Bild gesucht BW | Hofanlage Werrastraße 7                   | Widdershausen, Werrastraße 7 LageFlur: 5, Flurstück: 84/1      |              | 1826                            |       |
| Bild gesucht BW | Ehemalige Mühle                           | Widdershausen, Werrastraße 10 LageFlur: 5, Flurstück: 120/69   |              | 1807                            |       |
| Bild gesucht BW | Wasserkraftwerk                           | Widdershausen, Werrastraße 7 LageFlur: 5, Flurstück: 69/1      |              | nach 1900                       |       |

## Wölfershausen
| Bild            | Bezeichnung                                         | Lage                                                                                           | Beschreibung | Bauzeit                | Daten |
| --------------- | --------------------------------------------------- | ---------------------------------------------------------------------------------------------- | ------------ | ---------------------- | ----- |
| weitere Bilder  | Evangelische Kirche                                 | Wölfershausen, An der Kirche LageFlur: 5, Flurstück: 66/1                                      |              | 1925–1927              |       |
| Bild gesucht BW | Fachwerkwohnhaus An der Kirche 2                    | Wölfershausen, An der Kirche 2 LageFlur: 3, Flurstück: 46/1                                    |              | Frühes 18. Jahrhundert |       |
| Bild gesucht BW | Haupthaus einer Hofanlage Heimboldshäuser Straße 16 | Wölfershausen, Heimboldshäuser Straße 16 LageFlur: 4, Flurstück: 54/1                          |              | Mitte 18. Jahrhundert  |       |
| Bild gesucht BW | Vierseithof Heimboldshäuser Straße 19               | Wölfershausen, Heimboldshäuser Straße 19 LageFlur: 4, Flurstück: 15                            |              | um 1800                |       |
| Bild gesucht BW | Werkswohnungen                                      | Wölfershausen, Heimboldshäuser Straße 44–50 LageFlur: 5, Flurstück: 206/49, 207/49, 49/1, 49/2 |              |                        |       |
| Bild gesucht BW | Ehemalige Mühle                                     | Wölfershausen, Herfaer Straße 1+3 LageFlur: 3, Flurstück: 41/2                                 |              | 19. Jahrhundert        |       |
| Bild gesucht BW | Haupthaus einer Wohnanlage Herfaer Straße 12        | Wölfershausen, Herfaer Straße 12 LageFlur: 3, Flurstück: 29/4                                  |              | Frühes 19. Jahrhundert |       |
| Bild gesucht BW | Ehemaliges Ernhaus Herfaer Straße 14                | Wölfershausen, Herfaer Straße 14 LageFlur: 3, Flurstück: 25/6                                  |              | Frühes 18. Jahrhundert |       |
| Bild gesucht BW | Wohnhaus Herfaer Straße 21                          | Wölfershausen, Herfaer Straße 21 LageFlur: 3, Flurstück: 54/1                                  |              | nach 1900              |       |
| Bild gesucht BW | Fachwerkhaus Heringer Straße 11                     | Wölfershausen, Heringer Straße 11 LageFlur: 2, Flurstück: 26/3                                 |              | um 1900                |       |
| Bild gesucht BW | Haupthaus einer Hofanlage Heringer Straße 16        | Wölfershausen, Heringer Straße 16 LageFlur: 2, Flurstück: 45/9                                 |              | um 1800                |       |
| Bild gesucht BW | Hakenhof Heringer Straße 20                         | Wölfershausen, Heringer Straße 20 LageFlur: 2, Flurstück: 34/2                                 |              | Spätes 19. Jahrhundert |       |
| Bild gesucht BW | Fachwerkhaus Heringer Straße 22                     | Wölfershausen, Heringer Straße 22 LageFlur: 2, Flurstück: 32/5                                 |              | um 1800                |       |